# ヒラニヤークシャ

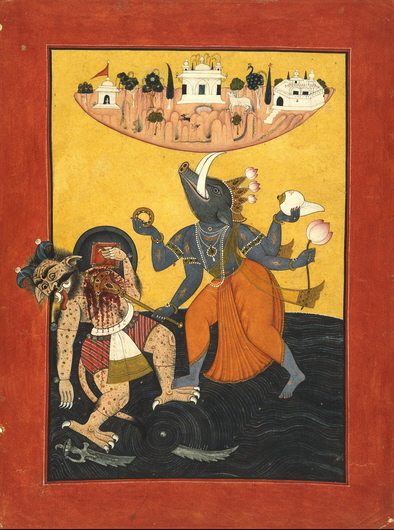
倒されるヒラニヤークシャ。右がヴァラーハ

ヒラニヤークシャ（梵: हिरण्‍याक्ष, Hiranyāksha）は、インド神話に登場するアスラ族の名。名の意味は「金の目を持つもの」という意味である。
カシュヤパ仙とディティの子。ダイティヤ族（「ディティの子」を意味するアスラ族の一派）のひとり。三界を征服したアスラ王ヒラニヤカシプとは兄弟。軍神スカンダに倒されたターラカや、アディティから秘宝のイヤリングを盗んだナラカ（奈落）は彼の息子とされる。また苦行によってシヴァ神からアンダカ（暗黒）を子供として授かった。
ヴィシュヌ神の敵対者であり、ヴィシュヌがヴァラーハ（猪）に化身して海中に没した大地を持ち上げるのを邪魔したが、逆に討ち取られた。大地を海中に沈めたのはヒラニヤークシャの仕業だとする神話もある。